# Qatrat al-Rihan
Qatrat al-Rihan (tiếng Ả Rập: قطرة الريحان) là một ngôi làng ở phía bắc Syria nằm trong phó huyện Shathah thuộc huyện Al-Suqaylabiyah ở tỉnh Hama. Theo Cục Thống kê Trung ương Syria (CBS), Qatrat al-Rihan có dân số 659 trong cuộc điều tra dân số năm 2004. Cư dân của nó chủ yếu là Alawites.